# Weingarten (Baden)
Weingarten település Németországban, azon belül Baden-Württembergben. Lakosainak száma 10 571 fő (2023. december 31.).

## Népesség
A település népessége az elmúlt években az alábbi módon változott:
| Lakosok száma | 8206 | 10 472 | 10 482 | 10 392 | 10 534 | 10 571 |
|               | 1975 | 2017   | 2019   | 2021   | 2022   | 2023   |